# Bohdan Shust
Bohdan Shust (Sudova Vyshnia, Unión Soviética, 4 de marzo de 1986) es un exfutbolista ucraniano que jugaba de portero.

## Biografía
Bohdan Shust nació en la Unión Soviética, en la actual Ucrania. Empezó su carrera futbolística en las categorías inferiores del Karpaty Lviv. En la temporada 2004-05 pasa a formar parte de la primera plantilla. Ese mismo año consigue el ascenso a la Liga Premier de Ucrania.
Ese verano firma un contrato con su actual club, el Shajtar Donetsk, equipo que realizó un desembolso económico de 800 000 euros para poder hacerse con sus servicios. Su debut con su nueva camiseta se produjo el 15 de febrero en un partido de la Copa de la UEFA contra el Lille O. S. C. (2-3). En su primer año conquista el título de Liga, aunque solo disputa 8 encuentros. En la temporada 2007-08 el equipo realiza una gran temporada consiguiendo los tres títulos nacionales: Liga, Copa y Supercopa de Ucrania.
En enero de 2022 se convirtió en entrenador asistente del F. C. Inhulets Petrove, equipo en el que estaba jugando, poniendo así punto final a su carrera como futbolista.

## Selección nacional
Fue internacional con la selección de fútbol de Ucrania en 4 ocasiones. Su debut con la camiseta nacional se produjo el 28 de febrero de 2006 en un partido contra Azerbaiyán.
Fue convocado para la Copa Mundial de Fútbol de Alemania de 2006 en la que su selección llegó a cuartos de final. Bohdan Shust no disputó ningún encuentro, ya que el portero titular en el torneo fue Oleksandr Shovkovsky.

## Clubes
| Club                                | País    | Año       |
| ----------------------------------- | ------- | --------- |
| F. K. Karpaty Lviv                  | Ucrania | 2004-2005 |
| F. C. Shajtar Donetsk               | Ucrania | 2005-2013 |
| F. K. Metalurg Donetsk (cedido)     | Ucrania | 2009      |
| F. C. Zorya Lugansk (cedido)        | Ucrania | 2010      |
| F. C. Illichivets Mariupol (cedido) | Ucrania | 2011      |
| F. C. Metalist Járkov               | Ucrania | 2013-2015 |
| F. C. Volyn Lutsk                   | Ucrania | 2015-2016 |
| F. C. Vorskla Poltava               | Ucrania | 2016-2019 |
| F. C. Inhulets Petrove              | Ucrania | 2019-2022 |

## Palmarés

### Títulos nacionales
| Título                  | Club                  | País    | Año  |
| ----------------------- | --------------------- | ------- | ---- |
| Liga Premier de Ucrania | F. C. Shajtar Donetsk | Ucrania | 2006 |
| Liga Premier de Ucrania | F. C. Shajtar Donetsk | Ucrania | 2008 |
| Copa de Ucrania         | F. C. Shajtar Donetsk | Ucrania | 2008 |
| Supercopa de Ucrania    | F. C. Shajtar Donetsk | Ucrania | 2008 |